# 錫萊市
錫萊市菲律賓西黑人省的二級城市。根據2000年人口普查，人口約10萬。錫萊市擁有龐大的商業和漁港。

## 詞源
「錫萊市」這之詞源是由於增長在該地區的某一棵樹名，「kansilay」是本市的正式代表樹。

## 簡史
錫萊市是在1565年最早被定居，原名為「carobcob」在當地的希利蓋儂語就是「胸腔」之意。 
在1571年1月25日，錫萊鄉村成了西班牙殖系統的一個監護徵賦制之內。
1760年時，錫萊成了城市地位。到了1896年， 錫萊市已成為主要產糖區，這是由於該糖廠興建的法國人成為了永久居民伊夫利·奧波德爾曼的功勞。 
菲律賓國旗首次被提出本市是在1898年十一月五日的當天下午, 因為駐紮在該城的西班牙士兵投降給圍困的田園勞動者與地主軍人。 
於2003年六月七日，錫萊市成為第一個，也算是唯一的地方政府單位，而在整個菲律賓舉行全民投票通過「人民倡議」, 批准了2003年度財政預算執行。 
今天錫萊市是在菲律賓的第25個旅遊景點之一，也成為西比薩亞地區藝術、文化及生態旅遊的所在地。

## 交通
- 描戈律錫萊国际機場

## 外部連結
- 錫萊市網站
- 菲律賓標準地理典 （页面存档备份，存于）
- 2000年 菲律賓普查資料
- 錫萊市博物館 - 參觀圖片

1. ↑  . Quezon City, Philippines: Department of the Interior and Local Government.   [2013-03-08]. （原始内容存档于2013-01-25）.
2. ↑  . PSGC Interactive. Makati City, Philippines: National Statistical Coordination Board.   [8 March 2013]. （原始内容存档于2013-05-21）.
3. ↑  
Census of Population (2015). . PSA. |chapter=被忽略 (帮助);
4. ↑  .   [2010-07-07]. （原始内容存档于2010-08-20）.